# ألفريد كيلباسا
ألفريد كيلباسا (بالألمانية: Alfred Kelbassa)‏ مواليد 21 أبريل 1925 في غلزنكيرشن - الوفاة 11 أغسطس 1988 في دورتموند، ألمانيا الغربية، كان لاعب كرة قدم ألماني كان يلعب كمهاجم. سبق له أن لعب في كأس العالم لكرة القدم مع منتخب بلاده.

## المسيرة الاحترافية

### أندية لعب لها
- بوروسيا دورتموند

## روابط خارجية
- ألفريد كيلباسا على موقع الاتحاد الدولي (مؤرشف)  (الإنجليزية)
- ألفريد كيلباسا على موقع قاعدة بيانات كرة القدم.إي يو (الإنجليزية)
- ألفريد كيلباسا على موقع بيانات كرة القدم. دي إي (الألمانية)
- ألفريد كيلباسا على موقع ناشيونال فوتبول تيمز (الإنجليزية)
- ألفريد كيلباسا على موقع عالم كرة القدم.نت (الإنجليزية)